# Hernán Giraldo
Hernán Giraldo Serna (Pácora, Caldas, 16 de agosto de 1948), conocido por sus alias de ‘El Patrón’, ‘El Taladro’ o ‘El Señor de la Sierra’, es un narcotraficante y paramilitar colombiano, miembro de las Autodefensas Unidas de Colombia (AUC). Giraldo Serna fue el jefe del desmovilizado Frente Resistencia Tayrona de las AUC, que operaba en la Sierra Nevada de Santa Marta además de rutas de narcotráfico y contrabando de armas entre Colombia, Europa y Norteamérica. Además esta acusado de delitos sexuales Es considerado el mayor violador del conflicto armado interno colombiano. En 2008, Giraldo fue extraditado a Estados Unidos por delitos relacionados al narcotráfico y enviado a prisión. Fue deportado a Colombia en 2021.

## Biografía
Nació en San Bartolomé en Pácora, en el departamento de Caldas y sólo estudió hasta segundo de primaria. A la Sierra Nevada de Santa Marta llegó aproximadamente en 1969, cuando tenía 20 años de edad, para trabajar como jornalero en fincas locales. Empezó a ganar dinero como recolector de café en fincas de la vereda Río Piedras. Giraldo se convirtió en líder comunal de los jornaleros de la zona y formó grupos de vigilancia. Con su posición de liderazgo en la zona y trabajo en fincas compró una finca llamada, La Estrella.

### Militancia en grupos paramilitares y narcotráfico
A inicios de la década de 1980, Giraldo Serna tenía varias fincas en el sector norte de la Sierra Nevada de Santa Marta. Durante esta época, la guerrilla de las FARC-EP empezó su influencia en la región con la formación del Bloque Caribe en 1982. Serna sufrió dos atentados terroristas en su contra por parte de guerrilleros de las FARC-EP; en 1983 y 1984. Versiones afirman que Giraldo había llegado en la década de 1980 a Santa Marta enviado por el Cartel de Cali y el Cartel de Medellín.
En 1986, Giraldo Serna fue víctima de un atentado por parte de la guerrilla de las FARC-EP en un paraje de la Sierra Nevada de Santa Marta, conocido como El Mamey. En el atentado las FARC-EP mataron a su hijo, su yerno y a Fidelina Pérez.
Con la muerte de su hijo, Giraldo inició la formación de grupos de autodefensa armada en contra de las FARC-EP, incluso de manera forzada exigía a los pobladores que se alzaran contra la guerrilla. Varias familias que habían sido víctimas de las FARC-EP se unieron a Giraldo, incluso José María Barrera o ‘Chepe’ Barrera. La agrupación de autodefensa operaba en la parte norte de la Sierra Nevada entre los departamentos de Magdalena y La Guajira. Para financiar sus agrupaciones de vigilantes, el narcotráfico que ya estaba establecido en la zona desde la época de la bonanza marimbera, sirvió como fuente de ingreso.
En 1996, su agrupación fue la autora de numerosos asesinatos contra militantes del partido de izquierda ligado a las FARC-EP, Unión Patriótica en la región de la Sierra Nevada y en Santa Marta. La agrupación también realizó numerosas 'limpiezas sociales' o asesinatos selectivos contra miembros de bandas delincuenciales.

### Comandante del Frente Resistencia Tayrona de las AUC
A mediados de la década de 1990, Giraldo ayudó a crear el Frente Zona Bananera, comandado por Edgar Ariel Cardona, alias '57' o ‘Virgilio’. Este frente cometió varias masacres, empezando con la de San Pedro de la Sierra en abril de 1997. El frente Zona Bananera se creó bajo la sombre de la Convivir llamada 'Conservar' que funcionó legalmente como una cooperativa de seguridad privada entre los años 1995 y 1998. En 1998 la Convivir fue cerrada por violaciones a los derechos humanos y declarada ilegal. Giraldo entonces creó las Autodefensas Campesinas del Magdalena y La Guajira (ACGM), con reclutas que el mismo mandaba a entrenar con las filas del Ejército y luego salían para integrarse a su ejército privado. 
Las FARC-EP intentaron asesinarlo nuevamente en el 2000, enviando al Comandante guerrillero Solís Almeida. La agrupación de Giraldo logró repeler el ataque.
En el 2000, Giraldo logró cierto dominio en zonas de los departamentos del César, Atlántico, Norte de Santander y Magdalena.
Según el exdirector de informática del DAS, Rafael García, "Jorge Gnecco, apoyado por 'Jorge 40' y Hernán Giraldo, puso como candidato a la alcaldía de Santa Marta a su sobrino Hugo Gnecco que le entregó algunos puestos a políticos apoyados en el Frente Resistencia Tayrona", liderado por Hernán Giraldo y quien controlaba las rutas en la parte norte de la Sierra Nevada de Santa Marta, que colinda con el mar Caribe y los puertos de embarque por donde salía la cocaína hacia Estados Unidos y Europa. Un exmiembro de las AUC, aseguró que "por usar estos puertos, tanto Gnecco como Giraldo les cobraban un peaje a los narcotraficantes de todo el país". La economía de las AUC dependía del narcotráfico y debían mantener el control de la salida al mar y de los puertos. El puerto más importante era el de Santa Marta, en el departamento del Magdalena y la única manera de controlarlos era disputándoselos a Giraldo. Ambas facciones de las AUC entraron en una guerra que dejó más de 100 muertos. En esa confrontación, Jorge Gnecco apoyó a Giraldo. Además del control de rutas, las AUC decían que "Gnecco dejó perder un cargamento de droga y tenía una deuda con 'Jorge 40'" y además que "Gnecco le vendía armas a la guerrilla".

### Guerra con las AUC
Mientras tanto el grupo de Giraldo, las ACGM entró en una disputa armada con el clan de los Rojas de Adán Rojas por el control de las rutas de narcotráfico en la Sierra Nevada, lo que desencadenó en una ola de violencia en la región. Giraldo pidió ayuda a las AUC, que le ayudaron a recobrar el control de la zona.
Ante la ofensiva del gobierno contra paramilitares ligados al narcotráfico, los Castaño pidieron a Giraldo que entregara a uno de sus hombres, el jefe militar de su ejército llamado Jairo Antonio Musso, alias "Pacho Musso" que era pedido por la justicia colombiana. Musso al parecer había asesinado a dos agentes de la DEA y la justicia estadounidense le había requerido al gobierno colombiano capturarlo. Giraldo se negó a entregar a Musso, lo que generó un enfrentamiento armado entre las AUC y los grupos bajo su mando. Fue tal el enfrentamiento que la ciudad de Santa Marta se vio paralizada por las amenazas de ambos grupos.
Tras acorralar a Giraldo en la Sierra Nevada, Los Castaño enviaron al jefe paramilitar del Bloque Norte, alias Jorge 40 a negociar con Giraldo. El cese de enfrentamientos entre las dos agrupaciones paramilitares sucedió el 24 de febrero de 2002, en la vereda Los Cocos. Las AUC tomaron control de los hombres de Giraldo y formaron el frente Contrainsurgencia Wayúu, comandado por alias ‘Tolima’. Alias Jorge 40 nombra a Giraldo como uno de sus lugartenientes y le asignó el frente Resistencia Tayrona, que opera bajo el Bloque Norte de las AUC.
En noviembre del 2005, la Fiscalía le dictó medida de aseguramiento por "secuestro extorsivo y agravado, y homicidio agravado". La Fiscalía determinó que Giraldo era responsable del tráfico de cocaína que salía en lanchas rápidas por el departamento del Magdalena hacia Estados Unidos y Centroamérica.

### Desmovilización y extradición a Estados Unidos
Giraldo se desmovilizó en febrero de 2006, junto con 1.167 de sus hombres. Cifras estimativas indican que Giraldo dejó unas 67 mil víctimas a lo largo de su carrera criminal. La Fiscalía Novena de Justicia y Paz le imputó 695 casos criminales.
En mayo de 2008, Giraldo fue extraditado a Estados Unidos junto a su sobrino y 12 personas más por delitos relacionados al narcotráfico. A pesar de esto, hombres leales que estaban bajo su mando quedaron bajo el control de la Sierra Nevada donde aún continúan con operaciones de producción de droga y narcotráfico.

## Condenas

### Violaciones y delitos sexuales
Según la Fiscalía General de la Nación, a lo largo de la vida de Giraldo en la Sierra Nevada de Santa Marta tuvo unos 35 hijos que han sido reconocidos, 19 de estos están registrados en varios municipios del departamento del Magdalena. La Fiscalía aseguró que la mayoría de las madres de estos hijos eran menores de edad que Giraldo había violado, casi todas menores de 14 años y la más joven quedó embarazada a la edad de 12 años. Sin embargo, las cifra de violaciones ascienden a más de 200. Es considerado el mayor violador del conflicto armado interno colombiano.